# Clarina I. H. Nichols
Pour les articles homonymes, voir Nichols.
 (août 2015).
Si vous disposez d'ouvrages ou d'articles de référence ou si vous connaissez des sites web de qualité traitant du thème abordé ici, merci de compléter l'article en donnant les références utiles à sa vérifiabilité et en les liant à la section « Notes et références ».
Clarina Irene Howard Nichols, née le 25 janvier 1810 et morte le 11 janvier 1885, est une journaliste américaine, féministe et abolitionniste impliquée dans les grandes réformes du XIXe siècle aux Etats-Unis : la tempérance, l'antiesclavagisme, et le mouvement féministe.

## Biographie
Née au Townshend, Vermont au sein d'une famille prospère de la Nouvelle-Angleterre, Clarina Nichols connaît une période difficile après un premier mariage désastreux. Elle subvient à ses besoin et à ceux de ses enfants grâce aux « women's wages » — les salaires des femmes qui consistaient en un tiers ou la moitié du salaire des hommes pour un travail identique — et commence à écrire pour un journal à Brattleboro, Vermont : le Windham County Democrat. Elle en épouse l'éditeur et le rédacteur, George Nichols et elle prend petit à petit contrôle des fonctions au journal. A travers sa nouvelle profession, elle découvre les mouvements de réforme de l'époque — tempérance, droits des femmes, abolition de l'esclavage — et adopte nombre d'entre eux. 
Elle aide le mouvement féministe naissant à se développer sur la côte Est. En octobre 1852, elle participe à l'organisation de la première des pétitions qui seront soumises à l'Assemblée générale du Vermont afin de donner le droit aux femmes de voter lors des réunions scolaires.
Lorsque l'Acte Kansas-Nebraska de 1854 menace d'établir l'esclavage hors du Sud, Clarina Nichols déporte sa famille afin de devenir pionnière et militante au Kansas. Ses efforts positionnent son état d'adoption en première ligne des droits des femmes et lui font gagner le respect de femmes telles que Susan B. Anthony et Elizabeth Cady Stanton.
Au cours de sa vie toujours très remplie, Clarina Nichols est enseignante, conférencière, rédactrice en chef, écrivain, agricultrice, avocate, greffière, matrone dans une maison pour les enfants noirs démunis et les veuves et conductrice pour le Chemin de fer clandestin.
Elle meurt en 1885 en Californie, où elle est pionnière et agitatrice jusqu'à la fin.
Elle a été maîtresse et conductrice active pour le Chemin de fer clandestin à Quindaro, Kansas. Elle a laissé une lettre décrivant une période où Caroline, une « freedom seeker », esclave en quête de liberté, a trouvé refuge dans sa maison. Son maître, accompagné de chasseurs d'esclaves, campait en bordure de la ville et la cherchait. Clarina raconte qu'elle a caché Caroline dans une citerne vide pendant la nuit, et l'a envoyée sur la route du Nord dès lors qu'elle était en sécurité.